# Pinjalo pinjalo
Pinjalo pinjalo är en fiskart som först beskrevs av Bleeker, 1850.  Pinjalo pinjalo ingår i släktet Pinjalo och familjen Lutjanidae. Inga underarter finns listade i Catalogue of Life.